# James L. McElhany
James Lamar McElhany (Santa María, 3 de enero de 1880-California, 25 de junio de 1959) fue un pastor y administrador adventista estadounidense, que se desempeñó como presidente de la Asociación General de los Adventistas del Séptimo Día entre 1936 y 1950.

## Biografía
James Lamar McElhany nació en Santa María, California el 3 de enero de 1880. Sus padres —James Lamar Sr. y Mary McElhany— se habían unido a la Iglesia Adventista del Séptimo Día antes de su nacimiento. A los 15 años, James también fue bautizado como miembro de esta denominación.
McElhany asistió al Healdsburg College —conocido posteriormente como Pacific Union College— antes de comenzar a trabajar para la Iglesia Adventista en 1901, distribuyendo folletos y dando estudios bíblicos. Entre 1903 y 1906 dirigió la evangelización en Australia, tiempo durante el cual fue ordenado para el ministerio pastoral. Luego, sirvió en Filipinas y Nueva Zelanda antes de regresar a los Estados Unidos en 1910.
Después de trabajar como capellán en dos hospitales y pastor de iglesia, en 1913 se convirtió en presidente de la Iglesia Adventista en Nueva York. Posteriormente, se desempeñó como presidente de varias otras regiones hasta convertirse en vicepresidente de la Asociación General en 1930, y en presidente de la denominación en 1936. En esta última posición, McElhany apoyó a la organización de asociaciones regionales negras en 1944, y supervisó el desarrollo de los trabajos de socorro al finalizar la Segunda Guerra Mundial. En 1950, al concluir su periodo como presidente, se desempeñó como secretario de la Asociación General, posición que ocupó hasta su muerte en 1959.